# LOCC

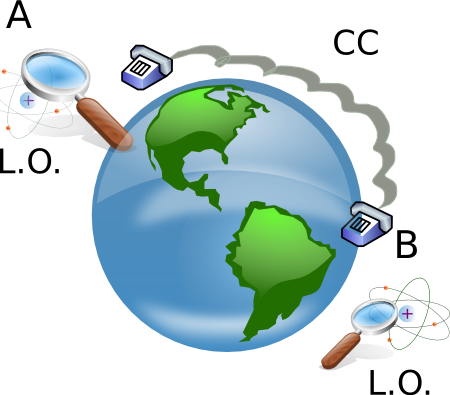
LOCC: Die Parteien A und B können lokal beliebige Quantenoperationen durchführen, aber nur klassische Information miteinander austauschen.

Lokale Operationen und klassische Kommunikation (meist als LOCC abgekürzt für englisch: local operations and classical communication) ist die Klasse von quantenmechanischen Zustandstransformationen auf zusammengesetzten Quantensystemen. Es sind die Transformationen, die sich auch dann realisieren lassen, wenn keine Wechselwirkungen oder Quantenkanäle zwischen den Bestandteilen des Systems zur Verfügung stehen, sondern nur ein klassischer Kommunikationskanal. Sie beschreiben damit ein in der Quantenkommunikation und beim verteilten Quantencomputing oft anzutreffendes Szenario, in der Quantenverschränkung nicht erzeugt werden kann. Im Kontext der Ressourcentheorie der Quantenverschränkung spielen sie eine wichtige Rolle als die Menge der freien Operationen.
Jede LOCC lässt sich realisieren als eine Abfolge von lokalen Operationen, das heißt, quantenmechanischen Zeitentwicklungen und Messungen, die auf nur einem Teilsystem wirken, und klassischer Kommunikation, das heißt, dem Austausch klassischer Information, zum Beispiel über die Ergebnisse der lokal vorgenommenen Messung. In jedem Schritt kann die lokale Operation bzw. die übermittelte klassische Information von allen in vorigen Schritten übermittelten klassischen Informationen abhängen. Diese Klasse von Operationen umfasst all diejenigen, die sich im „entfernte-Laboratorien“-Setting (distant lab paradigm) durchführen lassen, bei dem auf jedem der Teilsysteme alle quantenmechanisch erlaubten Operationen realisiert, diese jedoch zwischen verschiedenen Laboren nur klassisch miteinander korreliert werden können. Insbesondere erlauben es die LOCC nicht, Quantenverschränkung zu erzeugen. Diese stellt dann eine Ressource dar, die es erlaubt zusammen mit LOCC Aufgaben zu erfüllen, die mit LOCC allein nicht lösbar sind. Das Paradebeispiel dafür ist die Quantenteleportation, die nur mit LOCC und Verschränkung möglich ist und bei der verschränkte Zustände zerstört („verbraucht“) werden. Die LOCC sind in der Ressourcentheorie der Quantenverschränkung die „freien“ Operationen, die keine Ressource erzeugen können und deren Realisierung keine Ressourcen kostet.

## Mathematische Eigenschaften
Die formale Definition der Menge der LOCC wird dadurch kompliziert, dass eine LOCC im Allgemeinen nur als eine Abfolge von Operationen gegeben ist, in der die {\displaystyle n}te Operation von allen vorangehenden Runden an klassischer Kommunikation abhängen kann. Zudem ist die Anzahl der Operationen in dieser Folge unbeschränkt. Für jede ganze Zahl {\displaystyle r\geq 1} definiert man {\displaystyle \operatorname {LOCC} _{r}} als die Menge der LOCC-Operationen, die mit {\displaystyle r} Runden klassischer Kommunikation erreicht werden können. Die Menge wird mit wachsendem {\displaystyle r} strikt größer und Definition für den Limes für {\displaystyle r\to \infty } erfordert Sorgfalt. Insbesondere ist die Menge LOCC nicht topologisch abgeschlossen, d. h., es gibt Quantenoperationen, die sich durch LOCC beliebig genau approximieren lassen, aber selbst nicht LOCC sind.
Die Definition von LOCC erfolgt rekursiv als Kombination (Hintereinanderausführung) von einfacheren Quantenoperationen. Der einfachste Baustein ist dabei das lokale Quanteninstrument. Als Quanteninstrument {\displaystyle {\cal {J}}=({\cal {J}}_{x})_{x\in I}} bezeichnet man eine Familie von vollständig positiven Abbildungen (CPM) {\displaystyle {\cal {J}}_{x}} mit {\displaystyle x} aus einer (diskreten) Indexmenge {\displaystyle I} für die gilt, dass {\displaystyle \sum _{x\in I}{\cal {J}}_{x}} spurerhaltend ist. Dies ist ein mathematisches Modell für eine quantenmechanische Messung, bei der das Ergebnis {\displaystyle x} mit Wahrscheinlichkeit {\displaystyle p_{x}=\mathrm {tr} [J_{x}(\rho )]} auftritt und der Zustand in Abhängigkeit davon durch die (in der Regel nicht spurerhaltende) Operation {\displaystyle {\cal {J}}_{x}} transformiert wird. Ein lokales Quanteninstrument ist bezüglich einer Zerlegung des Systemhilbertraums {\displaystyle {\cal {H}}} in ein Tensorprodukt {\displaystyle {\cal {H={\cal {H}}_{1}\otimes {\cal {H}}_{2}\otimes \dots \otimes {\cal {H}}_{N}}}} dadurch definiert, dass es ein Produkt von Instrumenten ist, die jeweils nur auf einem der Systeme nicht-trivial wirken (und auf allen anderen durch die identische Abbildung). D. h., ein lokales Instrument {\displaystyle {\cal {J}}^{\text{loc}}} hat die Form {\displaystyle ({\cal {J}}_{x_{1}}^{1}\otimes {\cal {J}}_{x_{2}}^{2}\otimes \dots {\cal {J}}_{x_{N}}^{N})_{(x_{1}x_{2}\dots x_{N})\in I}}, wobei {\displaystyle ({\cal {J}}_{x_{j}}^{j})_{x_{j}\in I}} für jedes {\displaystyle j=1,\dots ,n} ein Instrument [auf {\displaystyle {\cal {B(H_{j})}}}] ist. 
Eine Ein-Runden-LOCC {\displaystyle \operatorname {LOCC} _{1}} ist ein Quanteninstrument {\displaystyle \left\{{\mathcal {E}}_{x}\right\}}, bei dem das Messresultat einer Partei mit allen anderen geteilt wird, deren lokale Instrumente dann davon abhängig sein können: {\displaystyle {\mathcal {E}}_{x}} für jedes {\displaystyle x} ein Tensorprodukt lokaler vollständig positiver Abbildungen (CPM), d. h., {\displaystyle {\mathcal {E}}_{x}=\bigotimes _{j}({\cal {E}}_{x}^{j})\forall x} und es gibt höchstens eine Partei {\displaystyle j=K} für die die Abbildung {\displaystyle {\mathcal {E}}_{x}^{K}} nicht spurerhaltend (d. h., kein Quantenkanal) ist. Das heißt, dass die Ein-Runden-LOCC dadurch realisiert werden kann, dass die Partei {\displaystyle K} das (lokale) Instrument {\displaystyle \left\{{\mathcal {E}}_{x}^{K}\right\}} anwendet, das Messresultat {\displaystyle x} an alle anderen Parteien {\displaystyle j\not =K} kommuniziert und diese dann jeweils den lokalen Quantenkanal {\displaystyle {\cal {E}}_{x}^{j}} anwenden. Insbesondere kann das Messresultat {\displaystyle x} auch eine lokal generierte Zufallszahl darstellen, wodurch z. B. „klassisch korrelierte zufällige Operationen“ ermöglicht werden, die für manche Zustandstransformationen nötig sind.
Die Menge {\displaystyle \operatorname {LOCC} _{r}} wird dann rekursiv als die Menge der Operationen definiert, die durch die Hintereinanderausführung von zunächst einer Operation aus {\displaystyle \operatorname {LOCC} _{r-1}} und dann einer aus {\displaystyle \operatorname {LOCC} _{1}} realisiert werden können:
{\displaystyle \operatorname {LOCC} _{r}=\left\{{\cal {E}}_{x}={\cal {F}}_{y}\circ {\cal {G}}_{z}:{\cal {F}}_{y}\in \operatorname {LOCC} _{1}{\text{ and }}{\cal {G}}_{z}\in \operatorname {LOCC} _{r-1}\right\}.}
Hierbei darf jede {\displaystyle \operatorname {LOCC} _{1}}-Operation von den Messergebnissen aller zuvor durchgeführten abhängen. Zudem ist „Coarse-Graining“, d. h. das Verwerfen einiger klassischer Informationen aus den Messergebnissen aller Runden, erlaubt. Damit ist gemeint, dass statt der LOCC {\displaystyle \left\{{\mathcal {E}}_{xy}\right\}} mit {\displaystyle x\in I_{1},y\in I_{2}} die „vergröberte“ Operation {\displaystyle \left\{{\overline {\mathcal {E}}}_{x}\right\}} mit {\displaystyle {\overline {\mathcal {E}}}_{x}=\sum _{y\in I_{2}}{\mathcal {E}}_{xy}} und {\displaystyle x\in I_{1}} betrachtet wird, die über einen Teil der Messergebnisse mittelt.
Die Vereinigung aller {\displaystyle \operatorname {LOCC} _{r}} für alle ganzen Zahlen {\displaystyle r} wird als
{\displaystyle \operatorname {LOCC} _{\mathbb {N} }} bezeichnet und enthält Instrumente, die umso besser approximiert werden können, desto mehr Kommunikationsrunden verwendet werden. Der topologische Abschluss von {\displaystyle \operatorname {LOCC} _{\mathbb {N} }} wird als {\displaystyle {\overline {\operatorname {LOCC} }}_{\mathbb {N} }} bezeichnet und enthält alle solchen approximierbaren LOCC-Operationen.
Es lässt sich zeigen, dass alle diese Mengen verschieden voneinander sind:
{\displaystyle \operatorname {LOCC} _{r}\subset \operatorname {LOCC} _{r+1}\subset \operatorname {LOCC} _{\mathbb {N} }\subset {\overline {\operatorname {LOCC} }}_{\mathbb {N} }.}
Die Menge {\displaystyle {\overline {\operatorname {LOCC} }}_{\mathbb {N} }} aller LOCC-Operationen ist in der Menge {\displaystyle \operatorname {SEP} } der separablen Operationen enthalten, die all die Operationen enthält, die sich mittels Kraus-Operatoren schreiben lassen, die alle Produktform haben. D. h., für {\displaystyle {\mathcal {E}}\in \operatorname {SEP} } gilt
{\displaystyle {\cal {E}}(\rho )=\sum _{l}K_{1}^{l}\otimes K_{2}^{l}\dots \otimes K_{N}\rho (K_{1}^{l}\otimes K_{2}^{l}\dots \otimes K_{N})^{\dagger },}
wobei {\displaystyle \sum _{l}K_{1}^{l}\otimes K_{2}^{l}\dots \otimes K_{N}(K_{1}^{l}\otimes K_{2}^{l}\dots \otimes K_{N})^{\dagger }=1}.
Anders als für die (in vieler Hinsicht analogen separablen Zustände) gilt für die separablen Operationen {\displaystyle \operatorname {SEP} } nicht, dass sie sich alle mittels lokalen Operationen realisieren oder approximieren lassen. D. h., es gibt Beispiele für separable Operationen, die sich nicht durch LOCC approximieren lassen ({\displaystyle \operatorname {SEP} } ist strikt größer als {\displaystyle {\overline {\operatorname {LOCC} }}_{\mathbb {N} }}).
LOCC sind die „freien Operationen“ in den Ressourcentheorien der Verschränkung: Verschränkung kann mit LOCC nicht aus separablen Zuständen erzeugt werden, und wenn die lokalen Parteien zusätzlich zur Möglichkeit, alle LOCC-Operationen auszuführen, auch mit einigen verschränkten Zuständen ausgestattet sind, können sie mehr Operationen als mit LOCC allein durchführen.

## Beispiele
LOCC sind immer dann von Bedeutung, wenn die anwendbaren Operationen nur dadurch eingeschränkt sind, dass auf Vielparteienzuständen nur lokal agiert werden und bloß klassische Information ausgetauscht werden kann (distant-lab paradigm). Die Beschränkung auf LOCC führt zum Beispiel dazu, dass elementare Prozesse wie die Präparation oder Transformation von Zuständen nicht mehr uneingeschränkt möglich sind und damit die Frage relevant wird, was trotz dieser Einschränkung noch möglich ist. Ebenso sind Aufgaben wie die Zustandsunterscheidung erschwert (oder sogar unmöglich), wenn nur LOCC zur Verfügung stehen. Wie oft in der Quanteninformatik lassen sich solche Einschränkungen dann zum Beispiel für kryptographische Zwecke nutzbar machen. So können zum Beispiel lokal nicht unterscheidbare Zustände zum Secret-Sharing verwendet werden. Zudem weisen die Einschränkung auf den potentiellen Nutzen von Verschränkung oder Quantenkanälen zwischen den verschiedenen lokalen Parteien hin, da diese es erlauben, über die von LOCC gesetzten Grenzen hinauszugehen.

### Zustandspräparation
Welche Zustände eines zwei aus Teilen A und B zusammengesetzten Quantensystems können zwei Parteien Alice und Bob mit lokalen Mitteln präparieren? Als Ausgangspunkt für diese Frage wird eine Produktzustand {\displaystyle |00\rangle =|0\rangle _{A}\otimes |0\rangle _{B}} verwendet, da solche Zustände offensichtlich mit lokalen Methoden präpariert werden können. Wenn keine Kommunikation zwischen den Parteien möglich ist (d. h., nur LO, kein CC), dann lassen sich aus solchen Zuständen nur andere Produktzustände {\displaystyle {\mathcal {E}}_{A}(|0\rangle \langle 0|)\otimes {\mathcal {E}}_{B}(|0\rangle \langle 0|)} erzeugen, aber keine Korrelationen zwischen A und B. Dagegen lassen sich mit LOCC (und nur einer Runde an Kommunikation, also mit {\displaystyle \operatorname {LOCC} _{1}}) alle separablen Zustände erzeugen. Ein einfaches Beispiel ist der Zustand {\displaystyle \rho _{AB}={\frac {1}{2}}|00\rangle \langle 00|+{\frac {1}{2}}|11\rangle \langle 11|}. Um ihn zu präparieren, erzeugt Alice ein zufälliges Bit (das mit gleicher Wahrscheinlichkeit den Wert 0 oder 1 annimmt) und präpariert dann entsprechend den Zustand {\displaystyle |0\rangle } oder {\displaystyle |1\rangle } und sendet das Bit zu Bob, der dann sein System ebenfalls in Abhängigkeit vom Wert des Bits im Zustand {\displaystyle |0\rangle } oder {\displaystyle |1\rangle }  präpariert. Ohne Kenntnis des Werts des Bits ist die korrekte Beschreibung des Zustands des zusammengesetzten Systems die Dichtematrix {\displaystyle \rho _{AB}}.
Analog kann jeder separable Zustand {\displaystyle \rho _{AB}=\sum _{m=1}^{L}p_{m}\rho _{m}\otimes \sigma _{m}} mit {\displaystyle \operatorname {LOCC} _{1}} präpariert werden. Die Zustände {\displaystyle \rho _{m},\sigma _{m}} werden als Alice und Bob bekannt vorausgesetzt. Alice zieht eine Zufallszahl {\displaystyle m} zwischen 1 und {\displaystyle L} gemäß der Wahrscheinlichkeitsverteilung {\displaystyle P(m)=p_{m}}, präpariert ihr System im Zustand {\displaystyle \rho _{m}} und sendet die Zufallszahl zu Bob, der sein System im Zustand {\displaystyle \sigma _{m}} präpariert. Da LOCC angewandt auf einen Produktzustand immer eine Konvexkombination von Produktzuständen ergibt, können nicht-separable, d. h., verschränkte Zustände weder mit {\displaystyle {\overline {\operatorname {LOCC} }}_{\mathbb {N} }} noch mit {\displaystyle \operatorname {SEP} } aus Produktzuständen präpariert werden.

### Zustandsunterscheidung
Die Aufgabe der Quantenzustandsunterscheidung (engl.: quantum state discrimination) ist es, so gut als möglich herauszufinden, in welchem Zustand (aus einer vorgegebenen, meist endlichen Menge) sich ein Quantensystem befindet. Die optimale Strategie verwendet in der Regel globale Instrumente, die nicht zu LOCC gehören, so dass sich für zusammengesetzte Quantensysteme mit Systemhilbertraum {\displaystyle {\cal {H}}={\cal {H}}_{A}\otimes {\cal {H}}_{B}} die Frage stellt, ob und wie gut es möglich ist, die Zustände mit lokalen Operationen zu unterscheiden. Ohne Kommunikation lassen sich viele Zustände überhaupt nicht unterscheiden, so zum Beispiel nicht die vier Bell-Zustände, da dann nur die reduzierten Dichtematrizen bestimmbar sind, die aber für alle vier Bell-Zustände identisch sind. Mit klassischer Kommunikation lassen sich beispielsweise die beiden Bell-Zustände
{\displaystyle |\Phi _{+}\rangle ={\frac {1}{\sqrt {2}}}\left(|0\rangle _{A}\otimes |0\rangle _{B}+|1\rangle _{A}\otimes |1\rangle _{B}\right)}
{\displaystyle |\Psi _{+}\rangle ={\frac {1}{\sqrt {2}}}\left(|0\rangle _{A}\otimes |1\rangle _{B}+|1\rangle _{A}\otimes |0\rangle _{B}\right)}
perfekt unterscheiden: Alice misst ihr Qubit in der Rechenbasis und kommuniziert das Ergebnis an Bob. Dieser misst in derselben Basis. Wenn er dasselbe Ergebnis erhält wie Alice, handelt es sich um {\displaystyle \Phi _{+}}, anderenfalls um {\displaystyle \Psi _{+}}. Durch globale Operationen können alle vier Bell-Zustände perfekt unterschieden werden, da sie paarweise orthogonal zueinander sind (z. B. durch Messung in der Bell-Basis).
Es gibt jedoch auch Quantenzustände, die sich selbst mit {\displaystyle {\overline {\operatorname {LOCC} _{N}}}} nicht unterscheiden lassen. Die Entdeckung dieser Zustände war auch der erste Beweis dafür, dass {\displaystyle \operatorname {SEP} } strikt größer ist als {\displaystyle {\overline {\operatorname {LOCC} _{N}}}}. Die Zustandsunterscheidung liefert auch Beispiele dafür, dass {\displaystyle \operatorname {LOCC} _{r+1}} mächtiger ist als {\displaystyle \operatorname {LOCC} _{r}}.
Welche Grenzen die Beschränkung auf LOCC der Zustandsunterscheidung in verschiedenen Szenarien (zwei oder mehr Zustände, zwei oder mehr Parteien, ein oder mehrere Kopien der zu unterscheidenden Zustände) setzt, ist Gegenstand aktueller Forschung.

### Verschränkungstransformationen
LOCC können Quantenverschränkung zwar nicht erzeugen, aber verschränkte Zustände aber in nützlicher Weise in andere verschränkte Zustände transformieren. Die Beschränkung auf LOCC (und die Zahl der erlaubte Kommunikationsrunden) limitiert stark, welche derartigen Transformationen möglich sind. Zu den mit LOCC möglichen Transformationen gehört die Verschränkungsdestillation, die eine Grundlage für den Quantenrepeater darstellt. Allgemeine hinreichende und notwendige Bedingungen dafür, dass die LOCC-Transformation von einem Anfangszustand {\displaystyle \rho } in einen Endzustand  {\displaystyle \sigma } möglich ist, sind nicht bekannt. Es gibt aber offensichtlich gültige notwendige Bedingungen, wie die, dass der Endzustand nicht mehr verschränkt sein darf als der Anfangszustand. D. h., für alle Verschränkungsmaße {\displaystyle E} muss gelten, dass {\displaystyle E(\rho )\geq E(\sigma )}. Am weitesten entwickelt ist die Theorie der Verschränkungstransformationen für reine Zustände auf bipartiten, endlich-dimensionalen Hilberträumen {\displaystyle {\mathcal {H}}=\mathbb {C} ^{d_{A}}\otimes \mathbb {C} ^{d_{B}}}.

#### Verschränkungskonversion
Unter welchen Umständen ist es möglich einen gegebenen reinen Zustand {\displaystyle |\Psi \rangle } durch LOCC in einen Zielzustand {\displaystyle |\Phi \rangle } zu überführen? Michael Nielsen gab 1999 eine vollständige Antwort auf diese Frage. Eine notwendige und hinreichende Bedingung für die Möglichkeit einer solchen Konversion lässt sich über die Schmidt-Zerlegung der beiden Zustände formulieren. Seien {\displaystyle {\vec {\psi }}=\left(\psi _{1},\dots ,\psi _{d}\right)} und {\displaystyle {\vec {\phi }}=\left(\phi _{1},\dots ,\phi _{d}\right)} zwei Vektoren, deren Komponenten die der nach Größe absteigend geordneten und quadrierten Schmidt-Koeffizienten der beiden Zustände sind (d. h., dass gilt {\displaystyle |\Psi \rangle =\sum _{j=1}^{d}{\sqrt {\psi _{j}}}|j_{A}\rangle \otimes |j_{B}\rangle } und analog für {\displaystyle |\Phi \rangle }). Dann lässt sich {\displaystyle |\Psi \rangle } genau dann durch LOCC nach {\displaystyle |\Phi \rangle } überführen, wenn der Vektor {\displaystyle {\vec {\psi }}} vom Vektor {\displaystyle {\vec {\phi }}} majorisiert wird, das heißt, wenn für alle {\displaystyle k=1,\dots ,d} gilt, dass {\displaystyle \sum _{j=1}^{k}\psi _{j}\leq \sum _{j=1}^{k}\phi _{j}}. Dies wird als Majorisierungskriterium für LOCC-Zustandstransformationen bezeichnet. Kurz schreibt man dafür:
{\displaystyle |\Psi \rangle \rightarrow |\Phi \rangle \quad {\text{iff}}\quad {\vec {\psi }}\prec {\vec {\phi }}.}
Diese Bedingung ist restriktiver als die offensichtlich notwendige Bedingung, dass LOCC ein Verschränkungsmaß wie die Verschränkungsentropie nicht erhöhen können. Es darf gar kein Verschränkungsmaß erhöht werden und genau das wird durch die Majorisierungsbedingung ausgedrückt, denn {\displaystyle E_{k}(|\Psi \rangle )=\sum _{j=k}^{d}\psi _{j}=1-\sum _{j=1}^{k}\psi _{j}} ist für jedes {\displaystyle k=1,\dots ,d} ein Verschränkungsmaß. Insbesondere gibt es Zustände, die dieselbe Verschränkungsentropie besitzen, aber für die weder die Transformation {\displaystyle |\Psi \rangle \rightarrow |\Phi \rangle } noch {\displaystyle |\Phi \rangle \rightarrow |\Psi \rangle } möglich ist, weil keiner der beiden den anderen majorisiert. Solche Zustände werden dann bezüglich ihrer Verschränkung and nicht miteinander vergleichbar (englisch: incomparable) bezeichnet.
Diese Überlegungen zeigen, dass es im Fall bipartiter reiner Zustände (von Qudits, d. h., Zuständen auf dem Hilbertraum {\displaystyle \mathbb {C} ^{d}\otimes \mathbb {C} ^{d}}) einen eindeutigen maximal verschränkten Zustand gibt, der alle anderen majorisiert, nämlich den Zustand mit {\displaystyle d} gleich großen Schmidt-Koeffizienten. Im Fall von mehr als zwei Parteien, gibt es mehrere (und meist unendliche viele) Zustände, die im Sinne der LOCC-Konvertierbarkeit maximal verschränkt sind, was zur Definition der maximal verschränkten Mengen (maximally entangled sets) geführt hat.
Ein Spezialfall der LOCC-Verschränkungskonversion ist die „Katalyse“ von Verschränkungstransformationen: es gibt Zustände {\displaystyle |\Psi \rangle } und {\displaystyle |\Phi \rangle }, die sich durch LOCC nicht ineinander überführen lassen, für die aber ein dritter (ebenfalls reiner und bipartiter) Zustand {\displaystyle |c\rangle } existiert, mit dem die LOCC-Transformation {\displaystyle |\Psi \rangle \otimes |c\rangle \rightarrow |\Phi \rangle \otimes |c\rangle } möglich ist.
Dieser Prozess wird als Verschränkungskatalyse bezeichnet, weil der Zustand den Prozess ermöglicht, ohne dabei verbraucht zu werden. Die Katalyse wird dadurch ermöglicht, dass die Schmidt-Koeffizienten des Zustands {\displaystyle |\Phi \rangle \otimes |c\rangle } die des Zustands {\displaystyle |\Psi \rangle \otimes |c\rangle } majorisieren, obwohl für die Koeffizienten von {\displaystyle \Psi ,\Phi } alleine keine Majorisierung gilt. Ein einfaches Beispiel sind die folgenden Zustände:
{\displaystyle |\Psi \rangle ={\sqrt {0.4}}|00\rangle +{\sqrt {0.4}}|11\rangle +{\sqrt {0.1}}|22\rangle +{\sqrt {0.1}}|33\rangle ,}
{\displaystyle |\Phi \rangle ={\sqrt {0.5}}|00\rangle +{\sqrt {0.25}}|11\rangle +{\sqrt {0.25}}|22\rangle ,}
{\displaystyle |c\rangle ={\sqrt {0.6}}\mid \uparrow \uparrow \rangle +{\sqrt {0.4}}\mid \downarrow \downarrow \rangle .}
Es gilt {\displaystyle {\vec {\psi }}\not \prec {\vec {\phi }}}, da {\displaystyle E_{0}(|\Psi \rangle )=0.4<0.5=E_{0}(|\Phi \rangle )} aber {\displaystyle E_{1}(|\Psi \rangle )=0.8>0.75=E_{1}(|\Phi \rangle )}, das heißt die beiden Zustände sind nicht miteinander vergleichbar und daher auch nicht LOCC-transformierbar. Aber für die Zustände mit Katalyst {\displaystyle |c\rangle } ist das Majorisierungskriterium erfüllt. Bezeichnet man den Vektor der Schmidt-Koeffizienten des Zustands {\displaystyle |\Phi \rangle \otimes |c\rangle } mit {\displaystyle {\vec {\psi }}^{c}} so findet man {\displaystyle {\vec {\psi }}^{c}=(0,24;0,24;0,16;0,16;0,06;0,06;0,04;0,04)} und entsprechend für {\displaystyle {\vec {\phi }}^{c}=(0,3;0,2;0,15;0,15;0,1;0,1)} und es lässt sich leicht nachrechnen, dass für alle {\displaystyle k} gilt, dass {\displaystyle E_{k}(|\Psi \rangle \otimes |c\rangle )\geq E_{k}(|\Phi \rangle \otimes |c\rangle )} und folglich {\displaystyle |\Psi \rangle \otimes |c\rangle \to |\Psi \rangle \otimes |c\rangle }. Dies ist ein Beispiel dafür, wie das bloße Vorhandensein von Verschränkung (in Form des Zustands {\displaystyle |c\rangle }) die durch LOCC möglichen Transformationen erweitert. Wenn man nicht fordert, dass der Zustand {\displaystyle |c\rangle } am Ende wieder unverändert vorliegt, ergeben sich zusätzliche Möglichkeiten. Diese Klasse von Transformationen wird als „verschränkungsassistierte LOCC“ bezeichnet (entanglement-assisted LOCC).
Alle LOCC sind spurerhaltend und somit deterministische Operationen. Wenn man diese Anforderung aufgibt und auch Quantenoperationen zulässt, die die Spur reduzieren können, dann erhält man die als SLOCC (stochastic LOCC) bezeichnete Menge an Quantenoperationen. Diese sind nicht mehr deterministisch, sondern haben nur mit einer (in der Regel vom Zustand, auf den sie angewandt werden, abhängigen) Wahrscheinlichkeit Erfolg („probabilistische Operationen“). Wenn {\displaystyle ({\mathcal {E}}_{x})_{x\in I}} in LOCC ist, dann ist für jedes {\displaystyle x\in I} die Operation {\displaystyle {\mathcal {E}}_{x}} eine SLOCC. Die Anwendung von SLOCC wurde insbesondere auf die Verschränkungstransformationen zwischen reinen bipartiten oder mehrpartiten Zuständen angewandt. Da SLOCC mehr Transformationen erlauben als LOCC, sind durch sie mehr Zustandstransformationen möglich. Das macht sie für die Klassifizierung von Verschränkung interessant. Man definiert zwei Zustände {\displaystyle \phi ,\psi } als SLOCC-äquivalent, wenn es sowohl für {\displaystyle \psi \mapsto \phi } als auch für {\displaystyle \phi \mapsto \psi } eine SLOCC gibt. Unter dieser Form von Äquivalenz gibt es dann im bipartiten Fall eine sehr einfache Klassifizierung: zwei reine, bipartite Zustände sind genau dann SLOCC-äquivalent, wenn sie denselben Schmidt-Rang (Anzahl von Schmidt-Koeffizienten {\displaystyle >0}) haben. Der Schmidt-Rang kann durch SLOCC nicht erhöht (wohl aber abgesenkt) werden.

Für Zustände von drei Qubits wurden mithilfe von SLOCC zwei inäquivalente Klassen von Dreiparteienverschränkung identifiziert (die durch den GHZ-Zustand und den W-Zustand {\displaystyle \propto |100\rangle +|010\rangle +|001\rangle } repräsentiert werden). Im allgemeinen Fall von {\displaystyle N} Parteien ist die SLOCC-Klassifizierung von Verschränkung weiterhin Gegenstand der Forschung.